# Noël Hallé

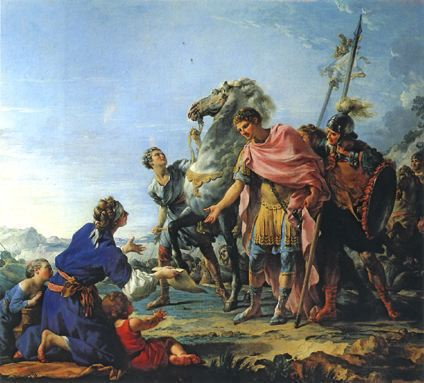
La Justícia de Trajà., 1765

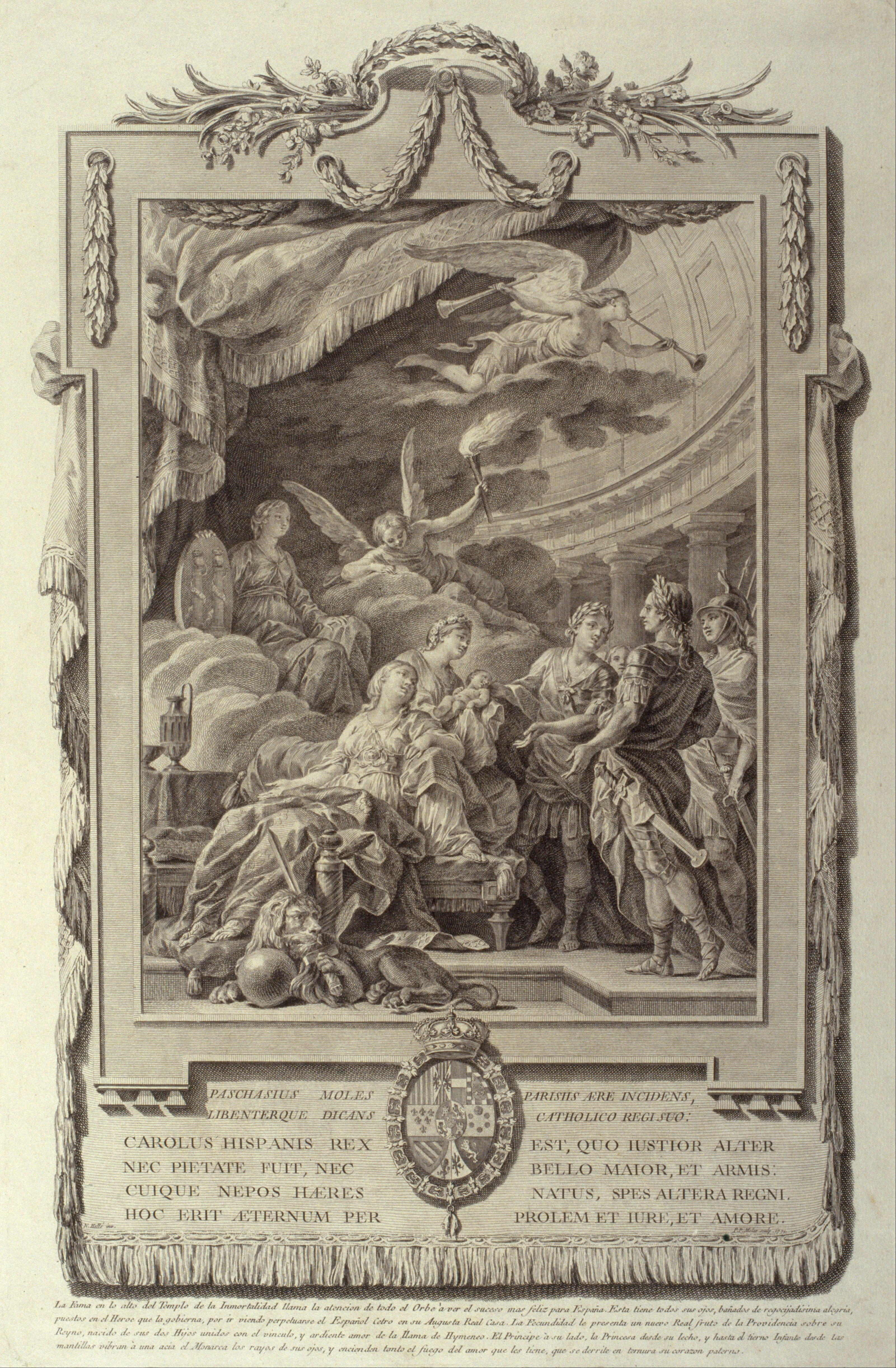
Al·legoria del naixement de l'infant Carles Climent feta conjuntament amb Pasqual Pere Moles Corones, conservada al MNAC des de l'adquisició de la col·lecció Casellas, el 1911

Noël Hallé (2 de setembre de 1711, París - 5 de juny de 1781, París) va ser un pintor, dibuixant i gravador francès. Va néixer en una família d'artistes, fill de Claude-Guy Hallé.
Hallé va guanyar el Premi de Roma el 1736. Entre les seves obres destaquen La mort de Sèneca, Cornelia Africana, Mare de Gracchi i La Justícia de Trajà.
Al Museu Nacional d'Art de Catalunya es conserva una obra seva.

## Obres destacades
- Clemence de Trajan (1765), 265 x 302 cm, Museu de Belles Arts de Marsella
- Cornélia, mère des Gracques, National Gallery of Australia, Canberra
- Dispute de Minerve et de Neptune, (1748), 156 x 197 cm, Museu del Louvre, París
- Hercule domptant Achéloüs, c 1763, Musée d'art de Toulon
- La Course d'Hippomène et d'Atalante, Musée du Louvre
- La Dispute de Minerve et de Neptune pour donner un nom a la ville d'Athènes, Musée du Louvre
- La Fuite en Égypte, Museu de Belles Arts d'Orléans
- La Mort de Sénèque, Museu de Belles Arts de Boston
- Apollon et Midas (~1750), 52 x 40 cm, Palais des Beaux-Arts de Lille
- Egle et Silène, Palais des Beaux-Arts de Lille
- L'Assomption de la Vierge, Palais des Beaux-Arts de Lille
- Le Triomphe de Bacchus, Rouen; Museu de Belles Arts de Rouen
- Les magistrats de la ville de Paris recevant la nouvelle de la paix de 1763, Museu de Versailles
- Les Vendanges ou l'Automne, Museu de Versailles
- L'Hiver; Vieillard se chauffant à un brasero, Museu de Belles Arts de Dijon
- Libéralité de Cimon l'Athénien, 322 x 322 cm, Musée du Louvre
- Mort d'un roi, Institut Courtauld, Londres
- Paysage avec architecture et figures, Musée du Louvre
- Pyrame et Thysbe, Musée des Beaux-Arts de Caen
- Saint Basile devant le préfet Modestus, Musée d'Orléans
- Hercule et Omphale (1759), Musée d'Art et d'Histoire, Cholet
- Les Génies de la poésie, de l'histoire, de la physique et de l'astronomie, 1761, Musée des Beaux-Arts d'Angers